# Dorfkirche Pieskow

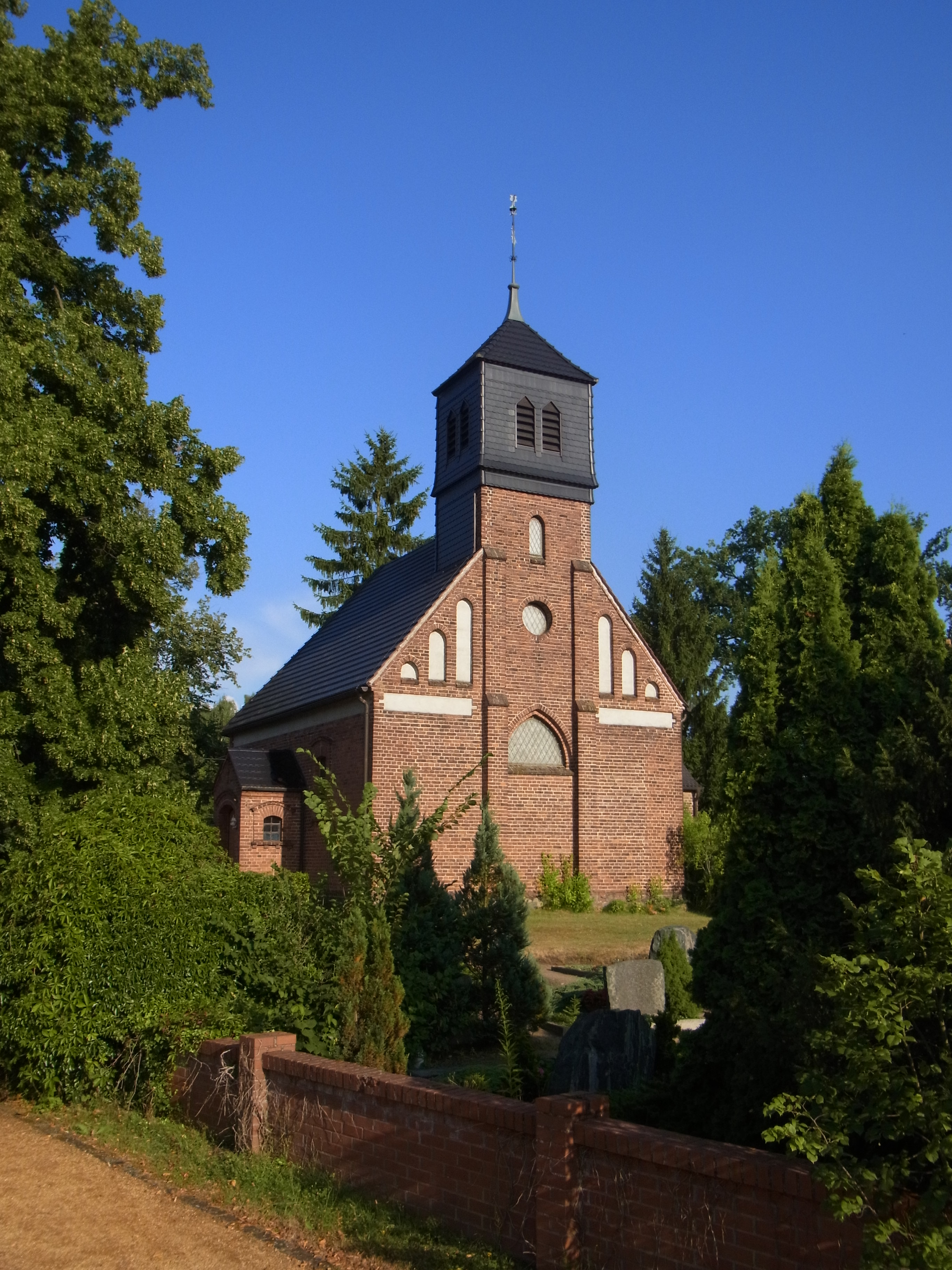
Dorfkirche Pieskow, Ansicht von Nordwesten

Die Dorfkirche Pieskow liegt im Ortsteil Pieskow der Gemeinde Bad Saarow im Landkreis Oder-Spree im Land Brandenburg. Das Gebäude ist denkmalgeschützte. Ihr Schnitzaltar im Bauernbarockstil aus dem Jahr 1661 ist der älteste des Kurortes.
Die Kirche gehört zum Kirchenkreis Oderland-Spree der Evangelischen Kirche Berlin-Brandenburg-schlesische Oberlausitz.

## Geschichte
Der rote Backsteinbau wurde 1867 geweiht. 1902 erfolgte ein grundlegender Umbau, der von Kaiserin Auguste Viktoria begrüßt wurde, wie eine Bibel mit ihrer handschriftlichen Widmung dokumentiert. Das neugotische Gotteshaus wurde auf den Fundamenten eines erstmals 1346 erwähnten Fachwerkvorgängerbaues errichtet, in dem sich die Grabstellen des alteingessenen Junkergeschlechts der Löschebrands befanden. Die Gruft wurde zugeschüttet und ist nicht mehr begehbar. 1881 besuchte Theodor Fontane Dorf und Kirche. Gestühl, Dach und Elektrik wurden in den Jahren 1999 bis 2000 instand gesetzt. 2001 wurde die Kirche wieder eingeweiht. 2009 erfolgte die Sicherung und Reinigung des Altars mit Spendenmitteln. Seine farbliche Restauration wurde am 29. September 2013 abgeschlossen.

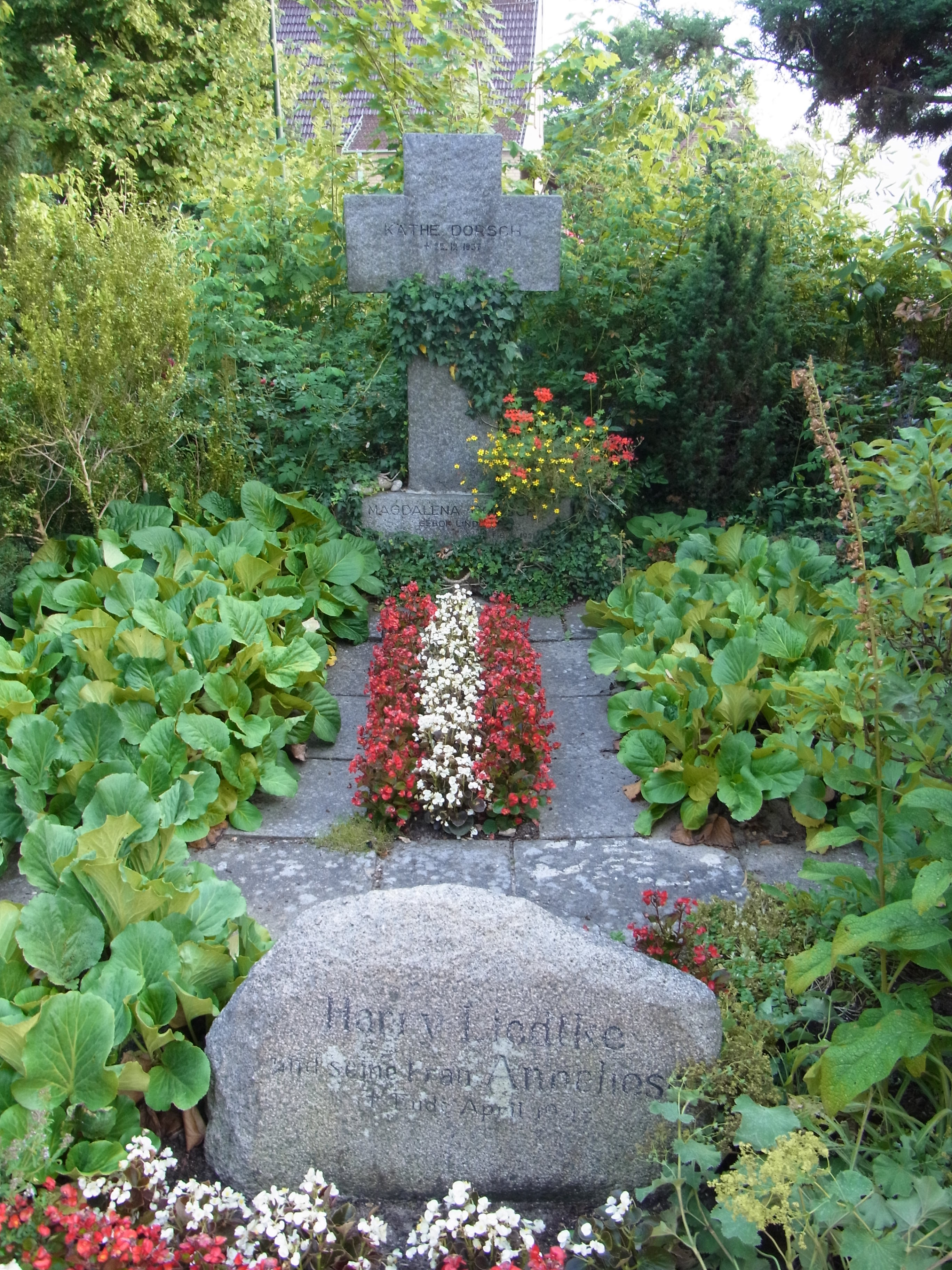
Kirchhof mit den Gräbern Dorschs und Liedtkes

Auf dem Kirchenfriedhof befinden sich die Gräber der UFA-Schauspieler Käthe Dorsch, beigesetzt 1957, und Harry Liedtke, beigesetzt 1945, sowie eine bronzene Gedenktafel für die Gefallenen des Ersten und Zweiten Weltkriegs.

## Inneres
Der deckenhohe Barockaltar in Form eines Triumphbogens wurde 1661 von Daniel Schultz aus Kolberg geschaffen. Er ist mit gewundenen Säulen, Knorpelornament, mit Schrift sowie derb geschnitzten Holzfiguren und Holzverzierungen ausgeschmückt. In der Predella befindet sich ein Gemälde des Abendmahles, in der Mitte ein Gemälde der Kreuzigung und in der Bekrönung ein Gemälde der Grablegung Jesu flankiert von den vier Evangelisten. Ungewöhnlich ist, dass Auferstehung oder Himmelfahrt fehlen, und als Bekrönung die Grablegung Christi dargestellt ist. Da sich das Kunstwerk unvorteilhaft in den Altarraum einfügt, wird vermutet, dass ein oberer Aufsatz fehlt und es ursprünglich für ein anderes Gebäude bestimmt worden war.
An der Nordseite befindet sich eine hölzerne Herrschaftsempore barocken Alters. Ebenfalls barocken Alters ist die Sandsteintaufe auf einer Säulentrommel mit Puttenköpfen und Akanthusflügeln. Die Sauer-Orgel, die seit Jahren nicht mehr spielbar war, wurde von einem Orgelbauer aus Bad Saarow repariert und im Jahr 2000 mit einem Konzert der Öffentlichkeit neu präsentiert.

## Sagen
Um die pieskowsche Glocke rankt sich eine alte Prophezeiung: So lange die klingt, so lange dauert der Löschebranden Glück. Die Löschebrands waren nicht nur die Herren über die Güter um den Scharmützelsee, sondern auch angesehen bei Hofe. Die im Volk der Löschebranden Glück genannte Glocke sollte am Abend vor Pfingsten 1793 das Fest einläuten und klapperte. Das gab nun eine große Sorge und Furcht im Dorf. Die zuvor sieben Menschenalter lang klingende Glocke wurde mit sechs Pferden und einer schwarzen Decke nach Berlin gefahren und ein frommer Spruch eingegossen. Der Spuk konnte aber nicht gebannt werden. Seitdem ist es mit dem Glück der Löschebrands vorbei und es ist auch nie wieder aufgekommen.